# Стилус

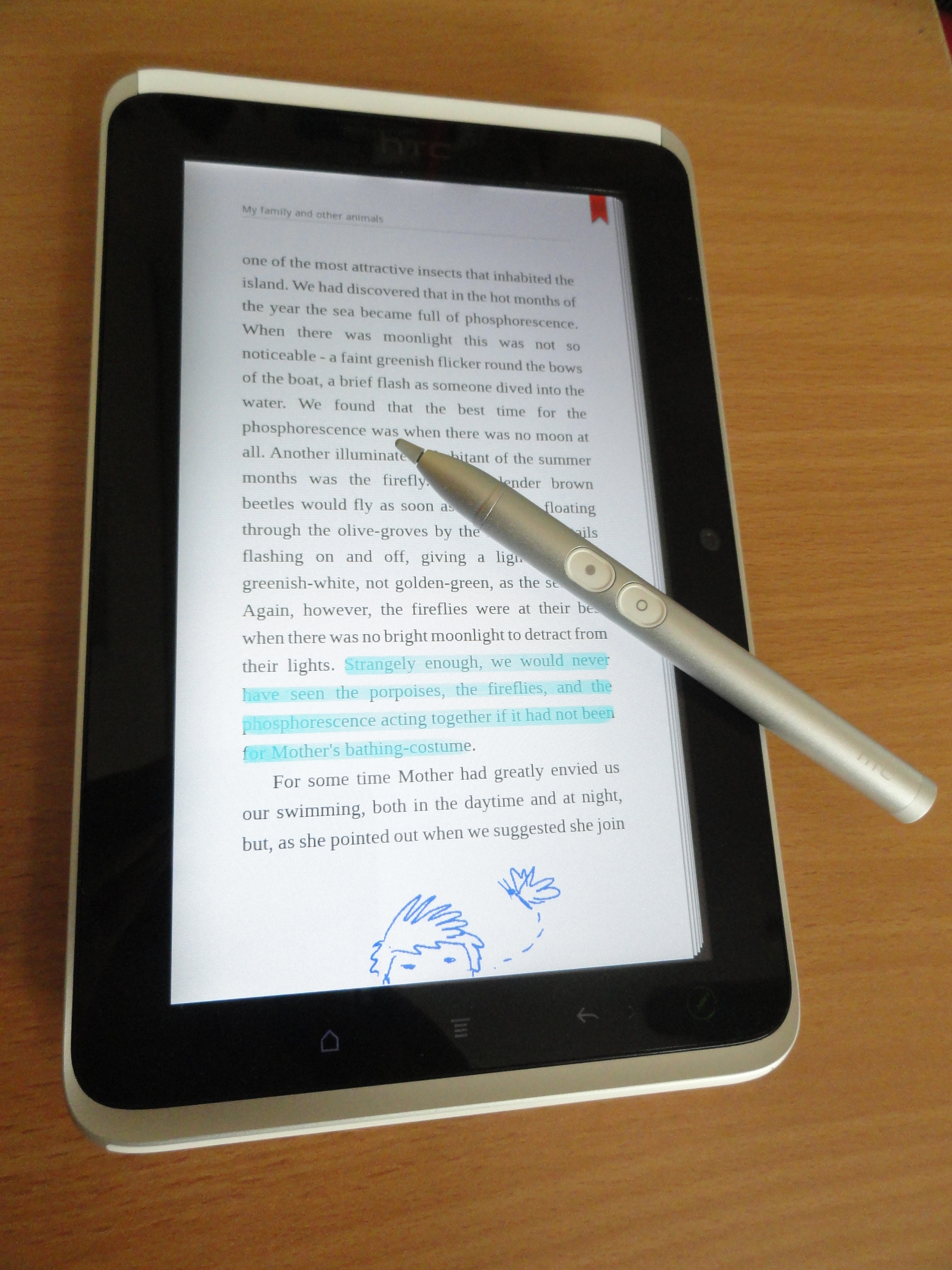
Стилус планшета

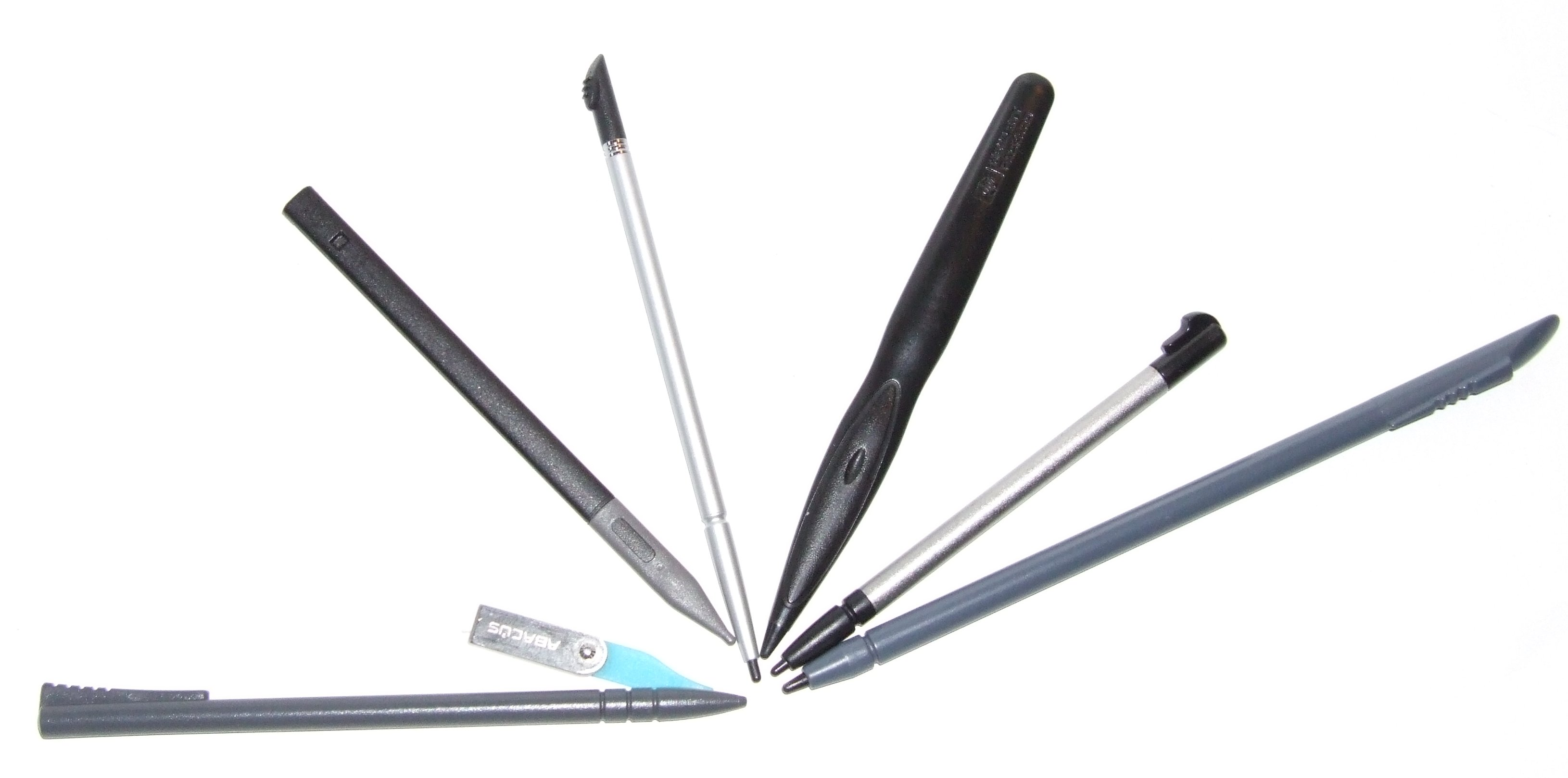
Зліва направо: PalmPilot Professional, Fossil Wrist PDA, Nokia 770, HTC Blue Angel, HP Jornada 520, Sharp Zaurus, Fujitsu Lifebook P-1032

Сти́лус (від англ. stylus < лат. stylus — «писало», «стиль») — інструмент у вигляді ручки для вводу команд на сенсорний екран планшетного комп'ютера, мобільного пристрою, GPS-навігатора чи дигітайзера. Являє собою невелику металеву або пластикову паличку зі спеціальним силіконовим наконечником, якою торкаються сенсорної поверхні монітора — або для управління пристроєм (як замінник людського пальця) або для писання, рисування чи креслення.
Пристроєм з аналогічним принципом дії є цифрова ручка. Вона має значно ширші можливості: програмовані кнопки, реакцію на ступінь натиску й цифрову стиральну гумку.

## Історія

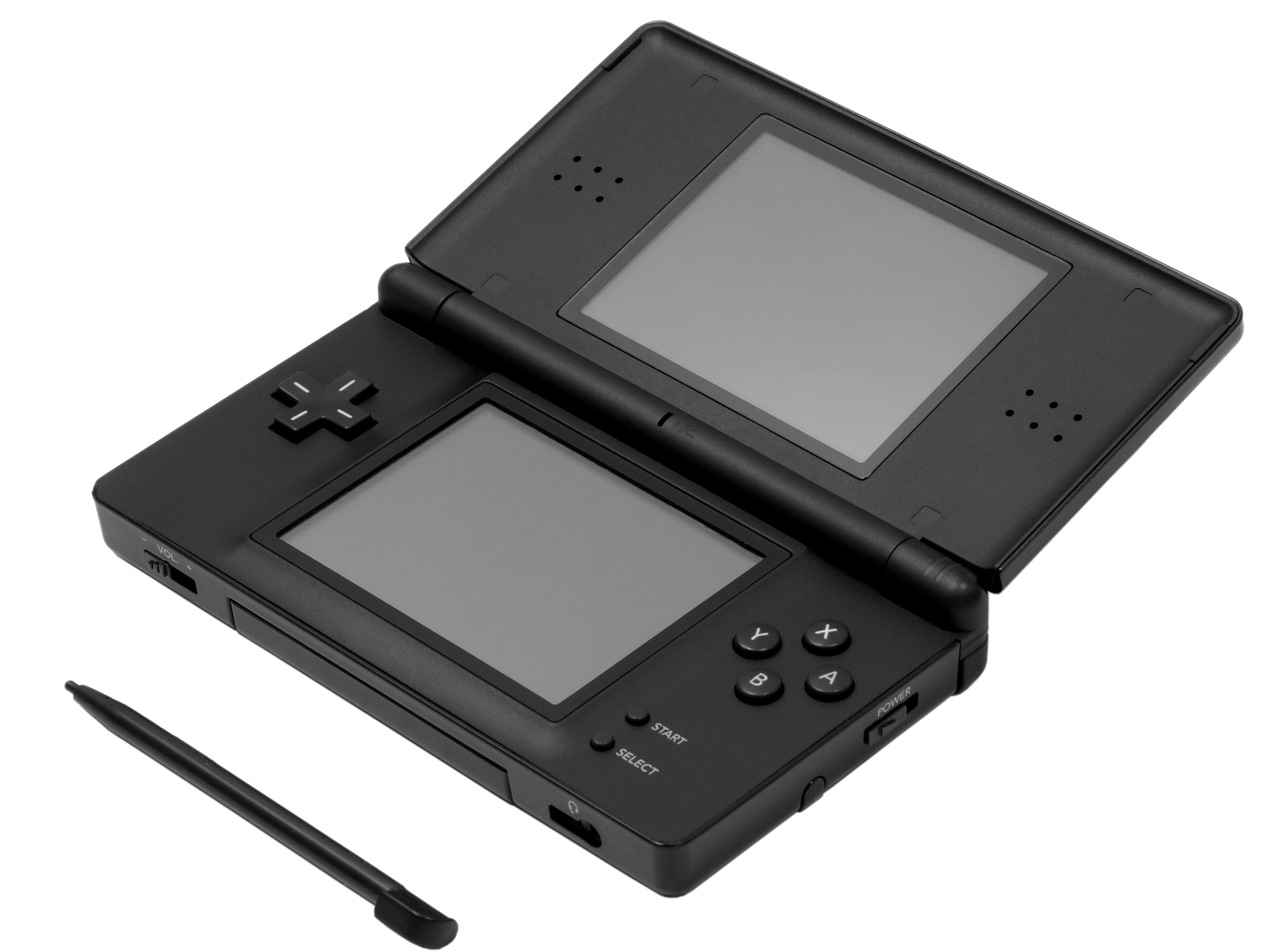
Стилус консолі Nintendo DS

Стилус уперше використаний у 1957 році: пристрій під назвою Styalator продемонстрував винахідник Том Даймонд (Tom Dimond).
Стилус є основним пристроєм введення для кишенькових комп'ютерів. Він використовується у консолях Nintendo DS і Nintendo 3DS, контролері Wii U GamePad для Wii U. Деякі смартфони (наприклад з операційною системою Windows Mobile) потребують стилуса для точного введення даних. Втім, поширення технології мультитач витісняє з ринку подібні моделі; а стилуси з ємнісним рівнеміром можуть використовуватися і на пристроях з мультитачем. Стилус (S-Pen) йде також до пристроїв серії Samsung Galaxy Note виробництва компанії Samsung Electronics.

## Види

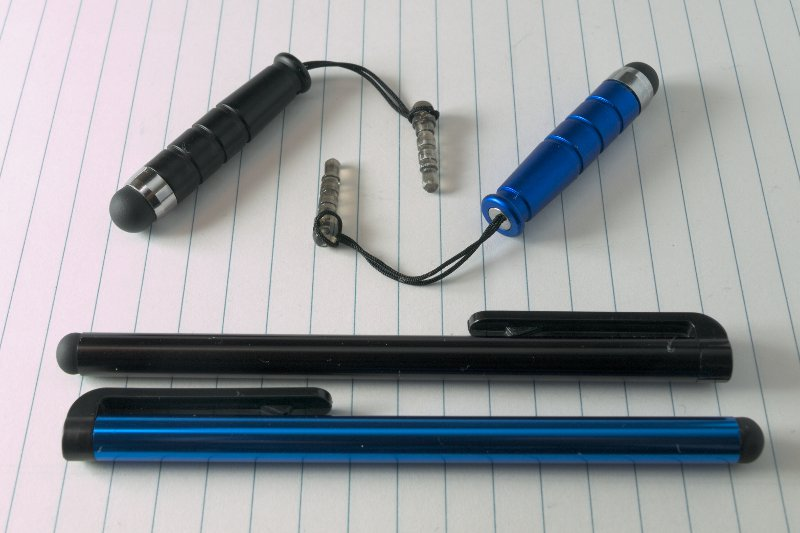
Ємнісний стилус

- Стилус для резистивного екрана являє собою звичайну паличку. Роль такого стилуса може виконувати будь-який предмет схожої форми (зубочистка, ніготь, куток пластикової картки). Кращість вживання спеціального інстумента полягає в тому, що стилус має округлий наконечник, який виключає можливість появи подряпин на поверхні екрану.
- Стилус для ємнісного екрана має наконечник з електричною ємністю, оскільки на простий дотик такий екран не реагує. Ємнісний стилус має наконечник з м'якої гуми чи силікону, усередині якого знаходиться магнітопровідне кільце, котушка чи металеві ошурки, споряджений мікросхемою (що працює від батарейки чи отримує струм від перетину силових полів обмоткою) і кнопками на корпусі для додаткового налаштування функцій. Такі стилуси використовуються, зокрема, для креслення за допомогою дигітайзерів, більшість з яких можуть реагувати на ступінь натиску: лінії виходять більш чи менш жирними або насиченими.